# Lippegans
| Lippegans             | Lippegans                                                     |
| Lippegans             | Lippegans                                                     |
| Bestand: gefährdet    | Bestand: gefährdet                                            |
| --------------------- | ------------------------------------------------------------- |
| Herkunft              | Westfalen-Lippe, Deutschland                                  |
| Standard              | - BDRG - EE                                                   |
| Gewicht               | - Ganter: 6,5 bis 7 kg - Gans: 5,5 bis 6 kg                   |
| Farbenschläge         | weiß                                                          |
| Ringgröße             | 24 mm                                                         |
| Bruttrieb             | vorhanden                                                     |
| Legezeit              |                                                               |
| Legeleistung          | - 30 Stück - Mindesteigewicht: 140 g - Eierschalenfarbe: weiß |
| Liste von Gänserassen |                                                               |

Die Lippegans ist eine alte Gänserasse, die sich regional herausgebildet hat.

## Vorkommen und Verbreitung
Das Hauptverbreitungsgebiet lag in Westfalen-Lippe im Einzugsgebiet der Städte Lippstadt, Soest und Paderborn in Nordrhein-Westfalen. Die Lippegans ist die einzige in Westfalen seit 1860 nachgewiesene Gänserasse, die in den landwirtschaftlichen Betrieben der Gründlandregion der Lippeniederung erzüchtet und genutzt wurde.
Die Jungtiere wurden im Alter von 8 Wochen zum Verkauf auf Märkten oder per Eisenbahn zu Großmästereien nach Ostdeutschland geliefert. Vor Ausbruch des Zweiten Weltkriegs lag der Bestand bei ca. 70.000 Tieren.
Ab Mitte der 1950er Jahre nahm der Bestand u. a. durch Billigimporte aus dem Ausland rapide ab. 
1985 wurde die Rasse durch das Westfälische Freilichtmuseum Detmold wiederentdeckt.
1989 erfolgte die Wiederanerkennung als eigenständige Rasse durch den Bund Deutscher Rassegeflügelzüchter (BDRG).
1999 folgt ein Zusammenschluss von Lippeganshaltern und -züchtern zur Gründung des Vereins Stammbuch Lippegans e.V. Der Verein hat seinen Vereinssitz in Erwitte, im Zentrum des Ursprungszuchtgebietes. Aktuell halten 42 Mitglieder 30 Zuchtpaare in 23 Beständen.

## Beschreibung
Bei der Lippegans handelt es sich um eine bodenständige Weidegans mit einem Gewicht zwischen 5,5 und 7 kg. Das Gefieder ist rein weiß oder gescheckt. Die Lippegans gilt als eine besonders marschfähige, leicht bewegliche, mittelschwere Rasse, die der Gruppe der Landgänse zuzuordnen ist.
Bei ausreichender Weidefläche können Lippegänse als reine Weidetiere ohne Zufütterung gehalten werden. Die Tiere sind in der Lage, auch über längere Strecken ohne Anstrengung bis zum Weideplatz zu marschieren. Die Gelege umfassen bis 20 Eier, von denen bei Naturbrut ca. 12 Eier ausgebrütet werden können.